# Gato y Mancha
Gato y Mancha fueron dos caballos criollos argentinos que marcharon desde Buenos Aires, Argentina hasta Nueva York, Estados Unidos, guiados por el suizo Aimé Félix Tschiffely. 

## Los caballos
Al inicio de la travesía, Mancha (caballo criollo de pelaje overo rosado) y Gato (caballo criollo de pelaje gateado) tenían 15 y 16 años respectivamente. Su carácter era poco amigable. Habían crecido en la Patagonia, donde se habían acostumbrado a las condiciones más hostiles. Su propietario, Emilio Solanet, se los había comprado al cacique tehuelche Liempichún en Chubut.

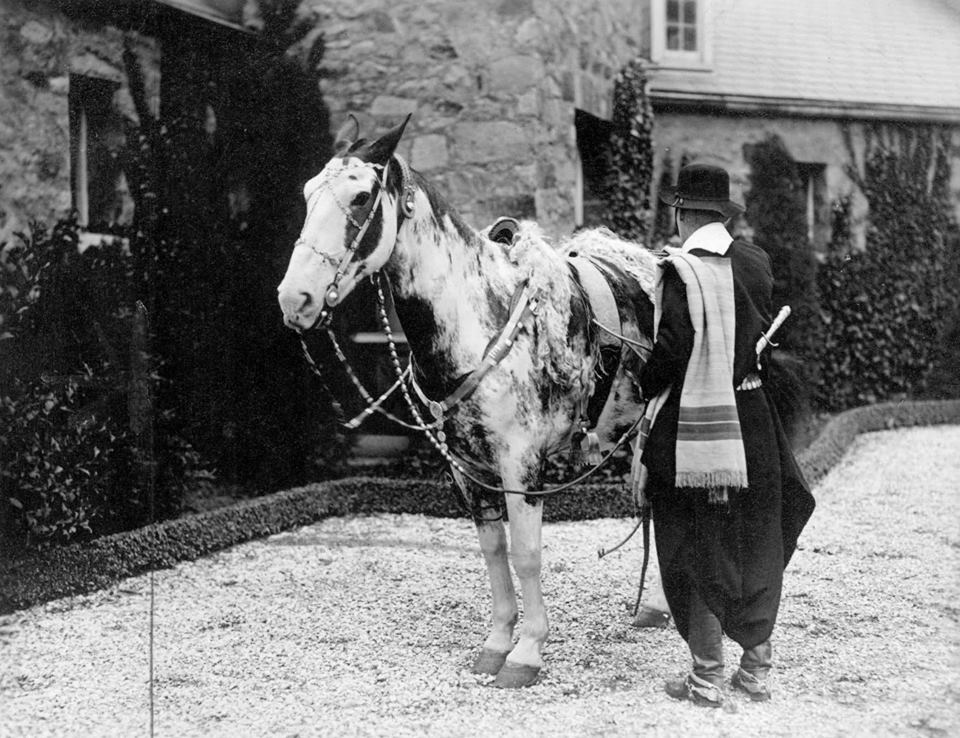
Durante la travesía en 1927

Domarlos puso a prueba las facultades de varios de los mejores domadores. Cuenta el profesor suizo:

"Desde los primeros días advertí una real diferencia entre sus personalidades. Mancha era un excelente perro guardián: estaba siempre alerta, desconfiaba de los extraños y no permitía que hombre alguno, aparte de mí mismo, lo montase... Si los extraños se le acercaban, hacía una buena advertencia levantando la pata, echando hacia atrás las orejas y demostrando que estaba listo para morder... Gato era un caballo de carácter muy distinto. Fue domado con mayor rapidez que su compañero. Cuando descubrió que los corcovos y todo su repertorio de aviesos recursos para arrojarme al suelo fracasaban, se resignó a su destino y tomó las cosas filosóficamente... Mancha dominaba completamente a Gato, que nunca tomaba represalias".
Aimé Félix Tschiffely

El amor a su jinete está reflejado en sus cariñosas palabras:

"Mis dos caballos me querían tanto que nunca debí atarlos, y hasta cuando dormía en alguna choza solitaria, sencillamente los dejaba sueltos, seguro de que nunca se alejarían más de algunos metros y de que me aguardarían en la puerta a la mañana siguiente, cuando me saludaban con un cordial relincho."
Tschiffely

El baqueano y rastreador que se encargó de la compra, selección y arreo de los mismos fue el gaucho Reynaldo Rodríguez, quien en sus últimos años vivió en la zona de América, Prov. de Bs. As.

## La travesía
Partiendo del local de la Sociedad Rural Argentina en Buenos Aires, el 24 de abril de 1925 se inició una de las travesías del siglo. Mancha y Gato, guiados por el profesor suizo Aimé F. Tschiffely recorrieron más de 21 mil km desde la ciudad bonaerense de Ayacucho hasta Nueva York, conquistando el récord mundial de distancia y también el de altura, al alcanzar 5 900 m s. n. m. en el paso El Cóndor, entre Potosí y Challapata (Bolivia). El viaje se desarrolló en 504 etapas con un promedio de 46,2 km por día.
Tschiffely estaba convencido de la fortaleza de los rústicos caballos criollos. Tomó contacto con Emilio Solanet, criador y propulsor del reconocimiento de la raza, y uno de los fundadores de la Asociación de Criadores de Caballos Criollos de Argentina. Este le regaló los dos caballos.
Algunas semanas fueron necesarias para que jinete y montados se prepararan para semejante travesía, y se fijó el 23 de abril de 1925 como fecha de partida.
Por entonces, no había caminos en varios tramos del recorrido, y cuando existían, no se caracterizaban por su buen estado. Tschiffely tuvo que resignarse a no llevar carpa, ya que las que se podían conseguir por aquellos tiempos eran muy pesadas.
Durante el viaje cruzaron varias veces la Cordillera de los Andes y fue en esos cruces donde mayores dificultades encontraron. El escabroso terreno se eleva a más de 5 500 m y la temperatura llega a -18 °C.
El diario La Nación, junto a otros medios, siguió desde al valiente aventurero y sus caballos: 

"En Huarmey, el guía no pudo más, ni sus bestias. Los dos criollos Mancha y Gato se revolcaron, tomaron agua y después se volcaron al pasto con apetitos de leones. De Huarmey a Casma, 30 leguas, calores colosales ¡52 grados a la sombra! sin agua, ni forraje, arena, arena, arena. Los cascos se hundían permanentemente de 6 a 15 pulgadas en la arena candente".

Más de tres años después de haber salido de Ayacucho, Tschiffely arribó a Nueva York el 20 de septiembre de 1928, 3 años y 149 días luego de su partida.
En la editorial del día siguiente quedó patentado el logro: 

"Después de más de tres años y cinco meses, Aimé montado en Mancha, su fiel compañero (Gato tuvo que quedarse en la Ciudad de México al ser lastimado por la coz de una mula), logró la hazaña: al llegar a la Quinta Avenida de Nueva York llevaba en los cascos de su caballo criollo el polvo de veinte naciones atravesadas de punta a punta, en un trayecto más largo y rudo que el de ningún conquistador, y sobre su pecho, en moño blanco y celeste, bien ganados como una condecoración, los colores argentinos".

## Regreso y muerte
Mancha y Gato llegaron de regreso a Buenos Aires el 20 de diciembre de 1928.
Años después de culminada la travesía y de regreso en Argentina, Aimé concurrió a la estancia El Cardal. Visitó a sus amigos, a quienes hacía mucho no veía, y con quienes compartió tantas alegrías y sinsabores. Se bajó en la entrada de la estancia, lanzó un silbido y al momento se le acercan al trote Gato y Mancha. Iban al encuentro de su preciado compañero. Aquellos caballazos criollos no lo habían olvidado.
Mancha y Gato fueron cuidados por el paisano Juan Dindart, en la estancia El Cardal, hasta que murieron en 1944 y 1947, a los 36 y 40 años. Se encuentran embalsamados, en exposición en el Museo de Transportes del Complejo Museográfico Provincial "Enrique Udaondo" de Luján.
Aimé Tschiffely, en tanto, siguió viajando por la Patagonia, España e Inglaterra, pero siempre volvió a la Argentina. Falleció en 1954. Su último viaje lo realizó el 22 de febrero de 1998, cuando sus cenizas abandonaron el cementerio de Recoleta y fueron sepultadas en el campo que su amigo Solanet tenía en Ayacucho (Buenos Aires).

## Día del Caballo
En conmemoración de la fecha en que Mancha y Gato entraron en la ciudad de Nueva York, el Honorable Senado de la Nación Argentina y la Cámara de Diputados, han designado el día 20 septiembre como el «Día Nacional del Caballo».